# Riccia tumidula
Riccia tumidula là một loài rêu trong họ Ricciaceae. Loài này được Lindenb. mô tả khoa học đầu tiên năm 1836.
Danh pháp khoa học của loài này chưa được làm sáng tỏ. 